# Xylinophylla maculata
Xylinophylla maculata là một loài bướm đêm trong họ Geometridae.